# Podisus maculiventris
Podisus maculiventris ist eine Wanzenart aus der Familie der Baumwanzen (Pentatomidae). Die Wanzenart trägt die englische Bezeichnung Spined Soldier Bug („Dornenbesetzte Soldatenwanze“).

## Merkmale
Die braun gefleckten mittelgroßen Wanzen werden bis zu 11 mm lang. An den Seiten des Halsschilds befindet sich jeweils ein Dorn, welcher nach außen gerichtet ist (im Gegensatz zu Podisus macronatus, wo dieser nach vorne gerichtet ist). Das helle Connexivum (auf der Seite sichtbarer Teil des Abdomens) besitzt schwarze Flecken. Die Weibchen werden gewöhnlich größer als ihre männlichen Artgenossen. Auf der hell gefärbten Unterseite des Hinterleibs befindet sich im hinteren Bereich ein schwarzer Fleck.

## Vorkommen
Podisus maculiventris ist die in Nordamerika häufigste zoophage Wanze der Familie Pentatomidae. Ihr Verbreitungsgebiet erstreckt sich über Mexiko, die Bahamas, die Westindischen Inseln, die Vereinigten Staaten und den Süden Kanadas.

## Lebensweise
Die Wanzen ernähren sich räuberisch von Gliederfüßern – insbesondere Käferlarven und Schmetterlingsraupen. Ihr Beutespektrum ist dabei breit gefächert und beinhaltet verschiedene Schädlinge. Dazu zählt der Mexikanische Bohnenkäfer (Epilachna varivestis), der Maiszünsler (Ostrinia nubilalis), die Kohlschabe (Plutella xylostella), der Baumwollkapselbohrer (Helicoverpa zea), Spodoptera exigua, Spodoptera frugiperda, die Aschgraue Höckereule (Trichoplusia ni), der Kleine Kohlweißling (Pieris rapae), Anticarsia gemmatalis sowie der Kartoffelkäfer (Leptinotarsa decemlineata).
Aus diesem Grunde bietet sich die Wanzenart als eine Form der biologischen Schädlingsbekämpfung an.
Die Gelegegröße von Podisus maculiventris besteht gewöhnlich aus 17 bis 70 Eiern.
Die Entwicklung der Wanze umfasst fünf Nymphenstadien. Die komplette Entwicklungsdauer beginnend mit der Eiablage liegt zwischen 27 und 38 Tagen.

## Etymologie
Die Artbezeichnung maculiventris leitet sich aus dem Lateinischen ab: macula = „Fleck“ und venter = „Bauch“ oder „Unterleib“. Der Name verweist auf ein entsprechendes äußeres Merkmal der Art.

## Galerie

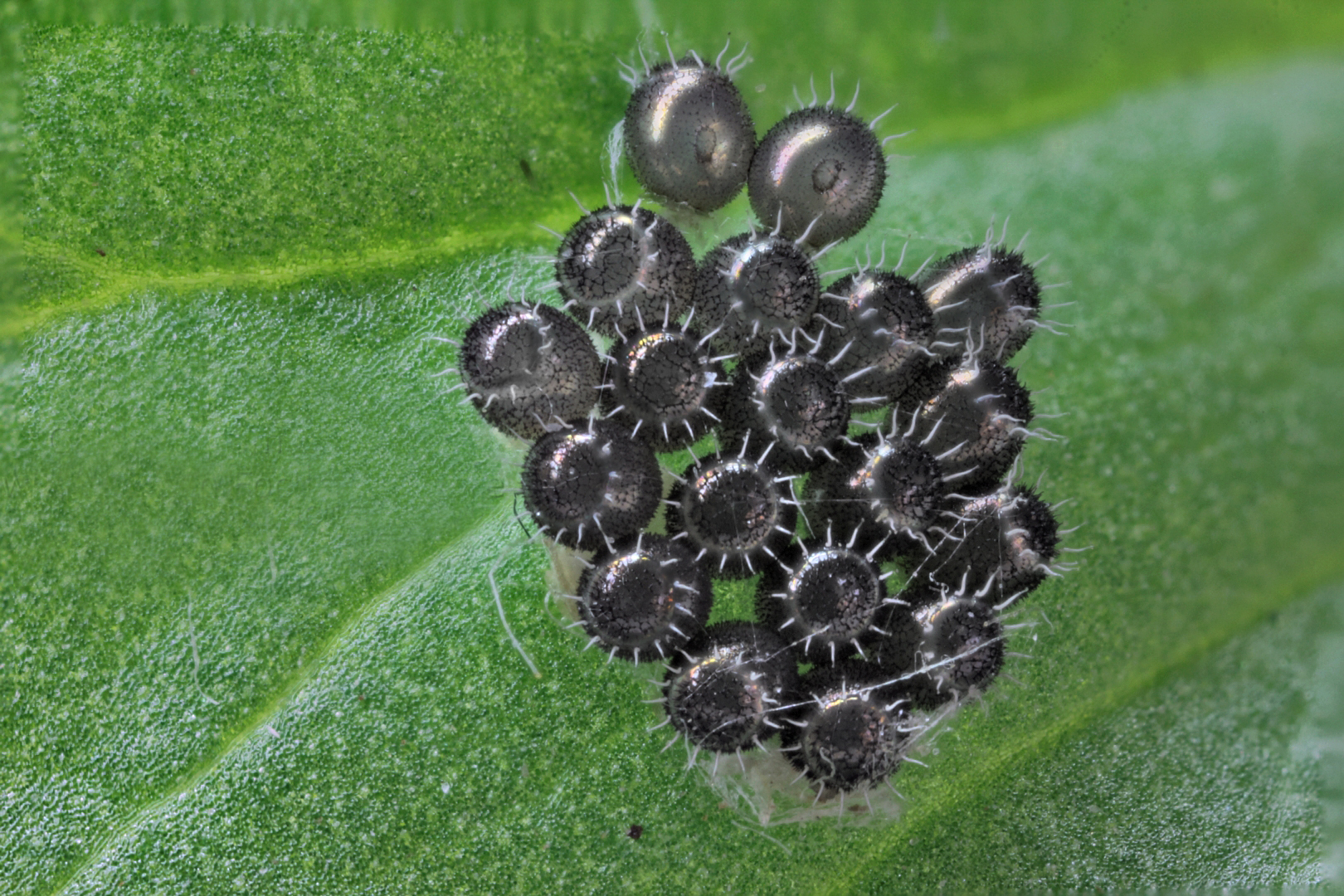
Eier von Podisus maculiventris
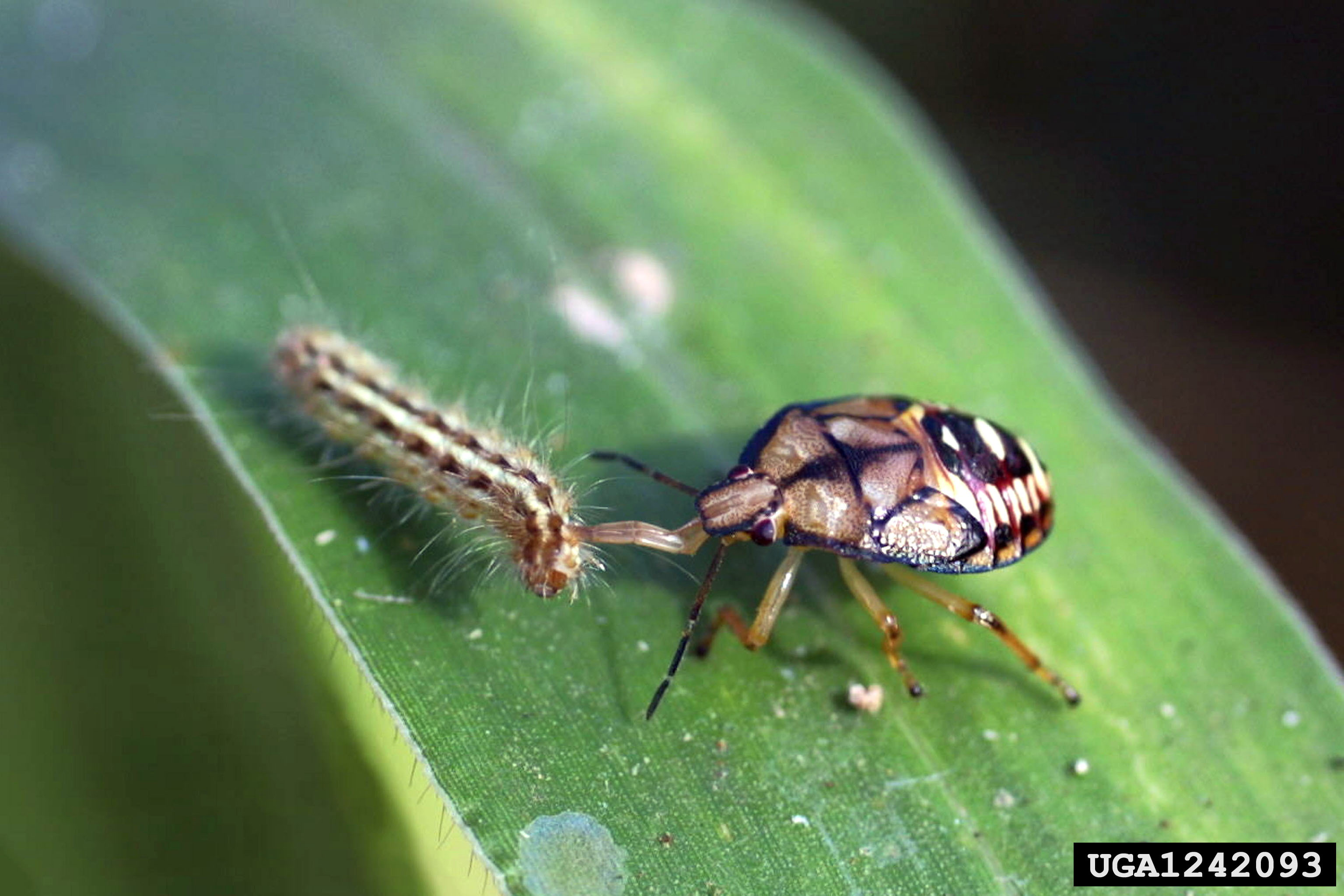
3. Nymphenstadium erbeutet eine Raupe
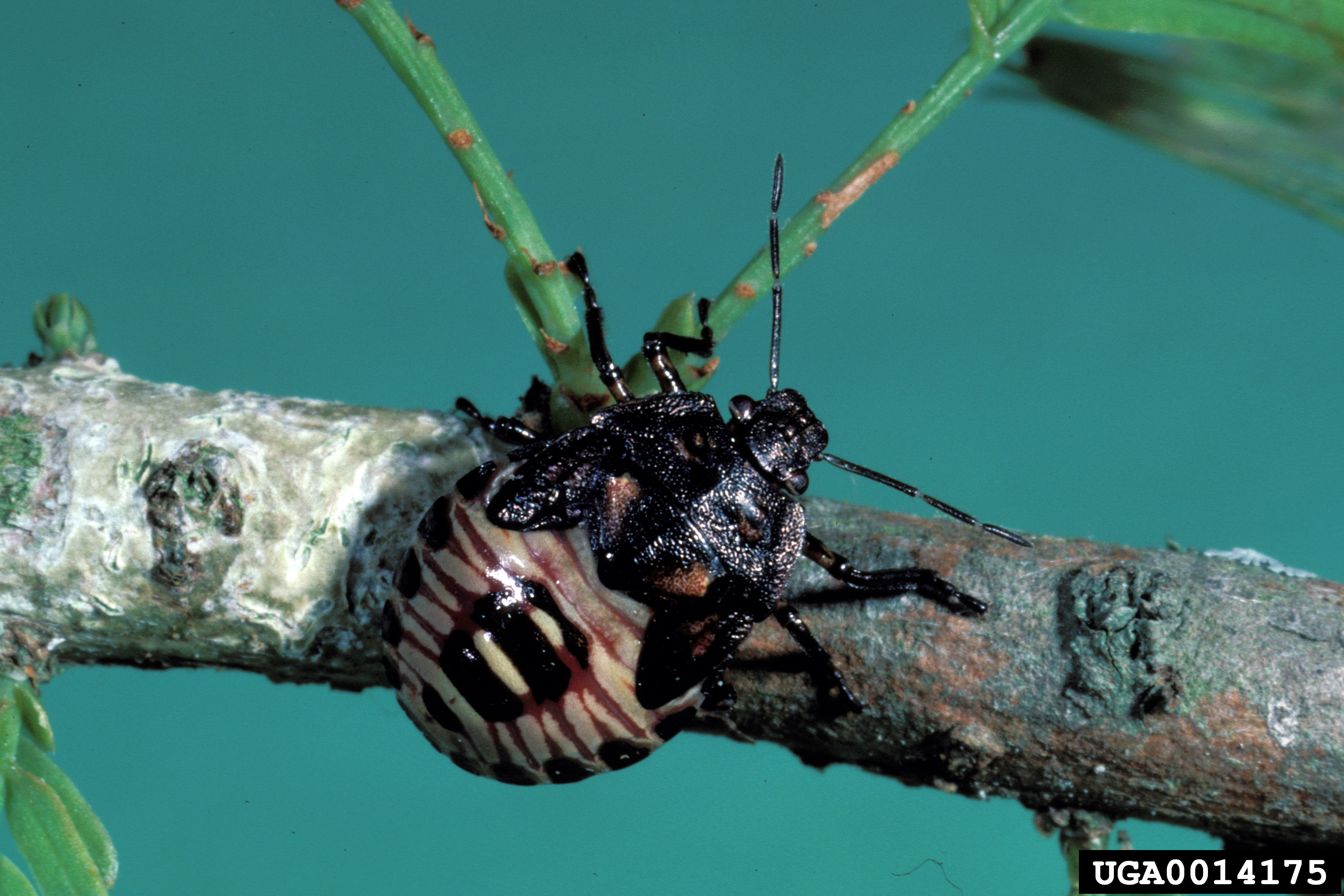
5. Nymphenstadium
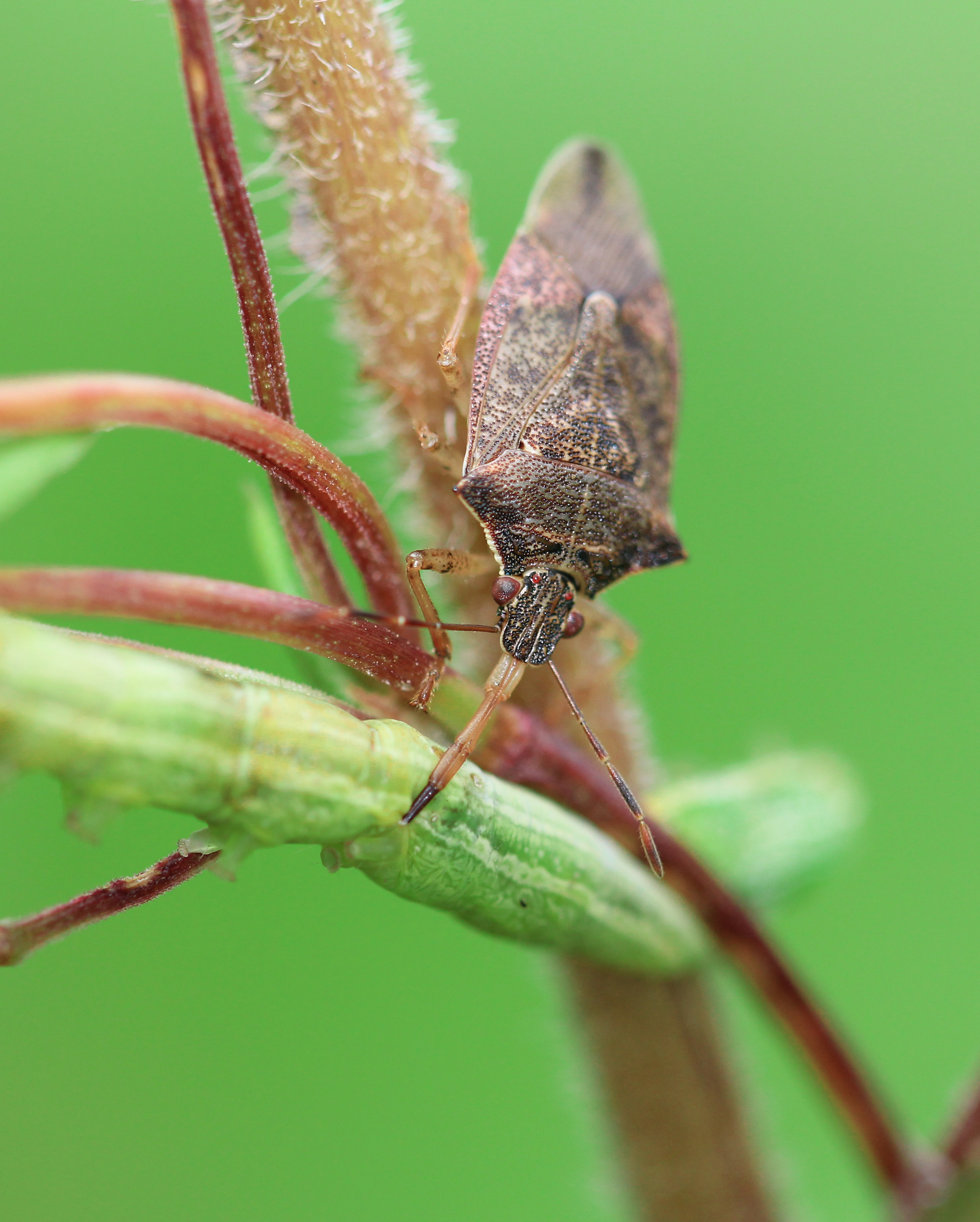
Imago erbeutet eine Raupe